# حسام کاظم
حسام کاظم (عربی: حسام كاظم جبور الشويلي؛ زادهٔ ۱۷ اکتبر ۱۹۸۷) یک بازیکن فوتبال اهل عراق است.
از باشگاه‌هایی که در آن بازی کرده‌است می‌توان به النفط، نفط الجنوب، اربیل، نیروی هوایی عراق، و تیم ملی فوتبال عراق اشاره کرد.
وی همچنین در تیم ملی فوتبال تیم ملی فوتبال عراق بازی کرده است.